# Protomeceras mimicaria
Protomeceras mimicaria är en fjärilsart som beskrevs av Charles Oberthür 1887. Protomeceras mimicaria ingår i släktet Protomeceras och familjen nattflyn. Inga underarter finns listade i Catalogue of Life.